# Ștefănuț Iancu
Ștefănuț Iancu (n. 1863, Mândruloc, Arad - d. 1924, Arad) a fost un deputat în Marea Adunare Națională de la Alba Iulia, organismul legislativ reprezentativ al „tuturor românilor din Transilvania, Banat și Țara Ungurească”, cel care a adoptat hotărârea privind Unirea Transilvaniei cu România, la 1 decembrie 1918.:p. 77

## Biografie
Ștefănuț Iancu a studiat la Academia Teologică din Arad.:p. 16

## Activitatea politică
A fost preot, membru al P.N.R., iar după 1918 președinte al despărțământului protopopesc Arad al Asociației Clerului "Andrei Șaguna".